# Гура-Веїй (Нямц)
Гура-Веїй (рум. Gura Văii) — село у повіті Нямц в Румунії. Входить до складу комуни Джиров.
Село розташоване на відстані 281 км на північ від Бухареста, 6 км на північний схід від П'ятра-Нямца, 89 км на захід від Ясс.

## Населення
За даними перепису населення 2002 року у селі проживали 576 осіб, усі — румуни. Усі жителі села рідною мовою назвали румунську.